# 徐景
徐景，贵州福泉人，清政治人物、進士出身。
嘉慶十四年（1809年）清仁宗五旬己巳恩科進士，二甲四十八名，后事不詳。